# Anisodes nigricosta
Anisodes nigricosta là một loài bướm đêm trong họ Geometridae.